# حرب التحالف الثاني
مثلت حرب التحالف الثاني أو حرب الائتلاف الثاني سلسلة من التحالفات بين الدول الأوروبية (بالإضافة إلى الدولة العثمانية) والتي دلفت في صراع مع فرنسا في آخر مرحلة من الثورة الفرنسية والتي استمرت من 1799 وحتى 1801. انتهت الحرب رسميًا في 1802 بالتوقيع على معاهدة أميان. حاربت فرنسا كلا من النمسا وروسيا وبريطانيا العظمى والدولة العثمانية ومملكة نابولي بالإضافة إلى كيانات سياسية صغيرة في شبه الجزيرة الإيطالية والدويلات الألمانية التابعة للإمبراطورية الرومانية المقدسة. يرتبط غزو إسبانيا للبرتغال في 1802 بأحداث التحالف الثاني، في ما يُعرف باسم حرب البرتقال.
بدأت هذه الحرب وفرنسا تحكمها حكومة المديرين، وانتهت بنابليون بونابرت قنصلا أولا لفرنسا، لذلك فقد شهدت هذه الحرب التحول من فرنسا الثورية إلى فرنسا نابليون. وقعت أحداث هذه الحرب في ثلاث جبهات: وسط أوروبا، وهولندا، وشمال شبه الجزيرة الإيطالية. كانت الدولة البابوية ومملكة نابولي في حالة حرب مع فرنسا عند بدء حرب التحالف الثاني بسبب توسع فرنسا جنوبًا داخل إيطاليا. وجدت الدولة العثمانية نفسها في مواجهة مع فرنسا منذ سبتمبر 1798 عند بداية الحملة الفرنسية على مصر.
كان وضع فرنسا مطمئنا عند مغادرة نابليون إلى مصر في 1798 بعد أن بلغت حدودها الطبيعية المتمثلة في نهر الراين وجبال الألب وجبال البرانس، كما أحاطت نفسها بدول تابعة جمهورية كالجمهورية الباتافية (هولندا) والجمهورية الهيلفيتية (سويسرا) والجمهورية الليغورية والجمهورية الألبية. استمرت فرنسا في الضغط فاحتلت الجزر الأيونية ومالطا مهددة بلاد الشام والدولة العثمانية، فتنامى القلق الروسي من تهديد فرنسا للبوسفور والدردنيل، فرحب بافل الأول إمبراطور روسيا بالمقترح البريطاني بتكوين تحالف جديد ضد فرنسا.
حقق التحالف نجاحات كبيرة في النصف الأول من الحرب، فحقق اللواء الروسي ألكسندر سوفوروف نجاحًا مبهرًا في حملته الإيطالية السويسرية إذ استرد كامل ما حققه نابليون سابقا في حملته الإيطالية. استمرت نجاحات التحالف في ألمانيا كذلك، إذ حقق الأرشيدوق كارل النصر في عدة معارك بجنوب ألمانيا قبل أن يختمها بنصر كبير في معركة ستوكاش. لم يحقق التحالف النجاحات ذاتها في هولندا، إذ حققت القوات البريطانية الروسية نجاحات مبكرة في هولندا قبل الهجوم الفرنسي الباتافي المضاد وهزيمة التحالف في معركة بيرغن وتوقيع معاهدة ألكامار وانسحاب قوات التحالف من هولندا. لم تكن الأمور حاسمة في سويسرا وجبال الألب إذ بدأت بنجاحات للتحالف لكنها انتهت بتحقيق اللواء الفرنسي ماسينا انتصارًا كبيرًا في معركة زيورخ الثانية. لم تتحمل روسيا خسائرها الكبيرة في زيورخ وهولندا فانسحبت من التحالف.
بدأ النصف الثاني من الحرب بعودة نابليون من مصر إلى باريس. تقدم نابليون بقواته على إيطاليا فعبر ممر سانت برنارد وحقق انتصارًا تلو التالي حتى انتصاره المدوى في مارنجو، واسترداده لكل ما خسرته فرنسا في حملة سوفوروف. تتالت خسائر التحالف في ألمانيا، حتى حقق مورو نصرًا مدويًا في هوهينليندن أجبر النمسا على طلب السلام والخروج من الحرب بتوقيع معاهدة لونيفيل في فبراير 1801. وقعت فرنسا وبريطانيا معاهدة أميان في مارس 1802 لتنتهي حرب التحالف الثاني رسميًا. لم تفض أميان إلى سلام دائم على القارة الأوروبية لاستمرار سياسة فرنسا العدائية التي أدت إلى اندلاع حرب التحالف الثالث بعد عام واحد.

## خلفية
أنهت حملة نابليون على إيطاليا حرب التحالف الأول في وضع يخدم فرنسا كثيرًا، ما سمح للحكومة الفرنسية باستغلال النصر واتباع سياسية خارجية عدائية أكثر، لاعتقادهم أن الحرب هي الوسيلة الوحيدة للحفاظ على الجيش والدولة ولتوفير ما يشغل القادة العسكريين الذي لا تتوقف طموحاتهم بطبيعة الحال عند القضايا العسكرية فحسب.
دفعت انتصارات فرنسا العسكرية والسياسات المحلية في الدول التي احتلتها مؤخرًا إلى اتباع فرنسا سياسة خارجية جديدة عُرفت باسم الأمة الكبرى، والتي سعت إلى "تحرير" الشعوب الأخرى من الظلم بالحفاظ على مصالح الدولة الفرنسية، حتى وإن اختلفت مع تطلعات الوطنيين المحليين. كان هذا تطور بالغ الخطورة، إذ عنى قلب كل المبادئ الثورية السابقة كالحرية والجمهوريانية.

### تبعات معاهدة كامبوفورميو
بدلت معاهدة كامبوفورميو، التي أنهت حرب التحالف الأول رسميًا، وجه أوروبا السياسي، إذ ضمت فرنسا دوقية سافوي ومقاطعة نيس من مملكة ساردينيا بموجب معاهدة باريس 1796. منحت المعاهدة الفرنسيين الحق في عبور أراضي بيمنتة إلى مقاطعة ميلانو التي يحكمها النمساويون. حصلت النمسا على جمهورية البندقية وممتلكاتها في إستريا ودلماسية كتعويض عن خسارتها بلجيكا، ولكن مع ضم فرنسا للجزر الأيونية كقواعد بحرية. وحد نابليون الأراضي التي حصلت عليها فرنسا في الحرب في جمهورية واحدة هي الجمهورية الألبية. ترأست جمهورية جنوة حكومة تعمل طبق مصالح فرنسا باسم الجمهورية الليغورية. حافظة دوقية بارما على وحدتها السياسية، وإن كانت تحت تحكم فرنسا. حافظ كل من جمهورية لكة ودوقية توسكانا الكبرى على استقلالهما، كما خسرت الدولة البابوية رومانيا وبولونيا وفيرارا للجمهورية الألبية.
تخلى فرانسيس الأول إمبراطور النمسا عن الأراضي المنخفضة النمساوية (بلجيكا) لصالح فرنسا، كما تخلى عن الأراضي الألمانية غرب نهر الراين لفرنسا بصفته فرانسيس الثاني الإمبراطور الروماني المقدس. حققت فرنسا بذلك حدودها الطبيعية، ببلوغ حدودها الجغرافية نهر الراين وجبال الألب وجبال البرانس. وعدت فرنسا النمسا باستخدام نفوذها ليحصل فرانسيس الثاني على زالتسبورغ وأجزاء من بافاريا. تأسست الجمهورية الباتافية (هولندا) على يد وطنيين هولنديين بمساعدة القوات الفرنسية الغازية في 16 مايو 1795، وأصبحت من حينها دولة تابعة لفرنسا.

### التوسع الفرنسي في إيطاليا
ضمت فرنسا في سبتمر 1791 كلا من أفينيون ودوقية فينايسينو، ما أدى إلى تدهور العلاقات بين فرنسا الثورية والكرسي الرسولي. كان من المفترض، مع توقيع معاهدة كامبوفورميو، أن تحافظ فرنسا على الوضع القائم، لكنها شرعت في توسعات جديدة في إيطاليا. وضعت فرنسا بولونيا وفيرارا في 1796 تحت حكم الجمهورية الألبية. اشتعلت المظاهرات في روما في 1797 والتي قتل على إثرها اللواء الفرنسي ليونارد دوفو، الذي كان في روما صحبة السفير الفرنسي جوزيف بونابرت في محاولة لإشعال ثورة جمهورية. كان الرد الفرنسي على الحادثة بإرسال الجيش الفرنسي إلى إيطاليا بقيادة لويس ألكسندر برتييه، الذي احتل الدولة البابوية وأقام الجمهورية الرومانية في 12 فبراير 1798. أسر البابا بيوس السادس وأرسل إلى سيينا ثم إلى بلنسية حيث مات في العام التالي. أوعزت ماريا كارولينا إلى زوجها فرديناند الرابع ملك نابولي بغزو الجمهورية الرومانية. احتلت قوات نابولي روما لكن الفرنسيين هاجموهم ليصل اللواء جان إتيان شامبيونيه إلى نابولي في 20 يناير 1799. أسقطت القوات الفرنسية نابولي وأقامت الجمهورية النابوليتانية في 23 يناير، قبل أن تلغيها في منتصف العام ذاته.

### التوسع الفرنسي في سويسرا
احتل الفرنسيون سويسرا في أبريل 1798، حيث كان تأثير الثورة الفرنسية حاضرًا بقوة. اشتعلت سلسلة من الثورات في العديد من الكانتونات السويسرية، فاستعان السياسي السويسري فريدريكو سيزار دي لا هاربي بالقوات الفرنسية لفرض المبادئ الثورية في كل الكانتونات. دخلت القوات الفرنسية كانتون فود في مطلع 1798، ومنها احتلت كامل سويسرا. أدت هذه الأحداث إلى تشكيل الجمهورية السويسرية في 12 أبريل 1798 على النموذج الفرنسي. وقعت الجمهورية السويسرية والجمهورية الفرنسية في 19 أغسطس 1798 معاهدة دفاع مشترك. ضمت فرنسا رغم ذلك كانتونات جنيف ونويشاتيل وبيرن.

### الحملة على مصر
انطلق أسطول فرنسي يحمل جيش المشرق بقيادة نابليون بونابرت في مايو 1798 من ميناء تولون قاصدًا مصر. احتل الأسطول مالطا في 10 يونيو 1798، وفي 1 يوليو أنزل الأسطول القوات الفرنسية قرب الإسكندرية. أدت هذه الأحداث إلى عاقبتين: فقد اتجه فرسان الهيكل، بعد احتلال مالطا وطردهم منها، إلى بافل الأول إمبراطور روسيا طلبا العون وعينوه السيد الأكبر لهم رغم كونه تابعًا للكنيسة الأرثوذكسية. كان لروسيا كقوة عظمى مصالح كبرى في الدولة العثمانية، لذلك فقد نظرت إلى الوجود الفرنسي في مصر كتهديد لمصالحها. تمثلت العاقبة الثانية في إعلان الدولة العثمانية الحرب على فرنسا في 2 سبتمبر 1798. توغل نابليون بقواته في مطلع 1799 في سوريا العثمانية وضرب الحصار على عكا. انتهت الحملة على سوريا في يوليو من العام ذاته، وفي سبتمبر غادر نابليون مصر إلى فرنسا، نظرًا للوضع الصعب الذي كانت فرنسا فيه في مواجهة قوى التحالف الثاني.

## تكوين التحالف الثاني
كان وضع فرنسا مطمئنا عند مغادرة نابليون فرنسا إلى مصر في 1798، إذ كانت تحدها حدودها الطبيعية المتمثلة في نهر الراين وجبال الألب وجبال البرانس، كما تشكلت الجمهورية الباتافية في 1795 كدولة تابعة لفرنسا تؤمن حدودها. ضم الفرنسيون نيس وشكلوا الجمهورية الليغورية كدولة تابعة جديدة في شمال إيطاليا، ما سمح بتحكم الفرنسيين في الطريق الساحلي إلى إيطاليا. كان للفرنسيين وصول إلى الجمهورية الألبية عبر الجمهورية الليغورية، واقتصر التأثير النمساوي على الأراضي شمال نهر آدجة. لقد كان الطريق ممهدًا "لتحرير" وسط إيطاليا وجنوبها.
فتح تقدم فرنسا في جنوب إيطاليا، واستيلاؤها على الجزر الأيونية ومالطا، والحملة على سوريا في 1799، الباب أمام هيمنة فرنسية على بلاد الشام. تنامى القلق الروسي من تهديد فرنسي محتمل لمضيقي البوسفور والدردنيل، لأنهما يضمنان لروسيا مخرجًا من البحر الأسود إلى المتوسط. دخل الروس والعثمانيون في صراعات عدة وجهًا لوجه، كان آخرها الحرب الروسية التركية (1787-1792)، وفيها سعت روسيا لتأمين وصولها إلى المتوسط من البحر الأسود. أرّقت فكرة السيطرة الفرنسية على المنطقة بافل الأول إمبراطور روسيا، فرحب باقتراح بريطاني ليقود تحالف جديد ضد فرنسا.
انطلق رئيس الوزراء البريطاني وليام بت في نوفمبر 1798 إلى عاصمة الإمبراطورية الروسية سانت بطرسبورج بمقترح يحوي برنامج ما سيصبح التحالف الثاني. قدم بت في هذا المقترح دعوة لبافل الأول إمبراطور روسيا بدعوة الدول إلى التحالف والتنظيم له. أكدت بريطانيا على ضرورة عودة فرنسا إلى حدودها قبل الثورة، بالإضافة إلى استعادة الجمهورية الهولندية استقلالها (المسماه الجمهورية الباتافية في حينها) ولتحقيق ذلك كان لا بد من تقويتها لتقاوم غزو فرنسي محتمل. تمثل المقترح في تقوية الجمهورية الهولندية باتحادها مع المقاطعات البلجيكية الشمالية، مع تعويض النمسا بأراضٍ في إيطاليا. شمل المقترح كذلك استعادة مملكة ساردينيا ويبمنتة وتقويتها بعودة سافوي ليتحكموا في الممر من فرنسا إلى إيطاليا، بالإضافة إلى استعادة سويسرا استقلالها والأراضي التي ضمتها فرنسا منها.
كانت بولندا مصدر القلق الأكبر لبروسيا، إذ خضعت بولندا لثلاثة تقسيمات كان آخرها في 1795. لم تشارك بروسيا في التحالف الثاني رغم وعود بأراضٍ في ألمانيا. تمثلت الخطة النهائية في إخراج فرنسا من الأراضي الألمانية والأراضي المنخفضة وإيطاليا وسويسرا، واعتمد الخطة الدول العظمى الثلاث التي كونت التحالف: بريطانيا العظمى وروسيا والنمسا. بدأت الأعمال العسكرية للتحالف في مارس 1799.

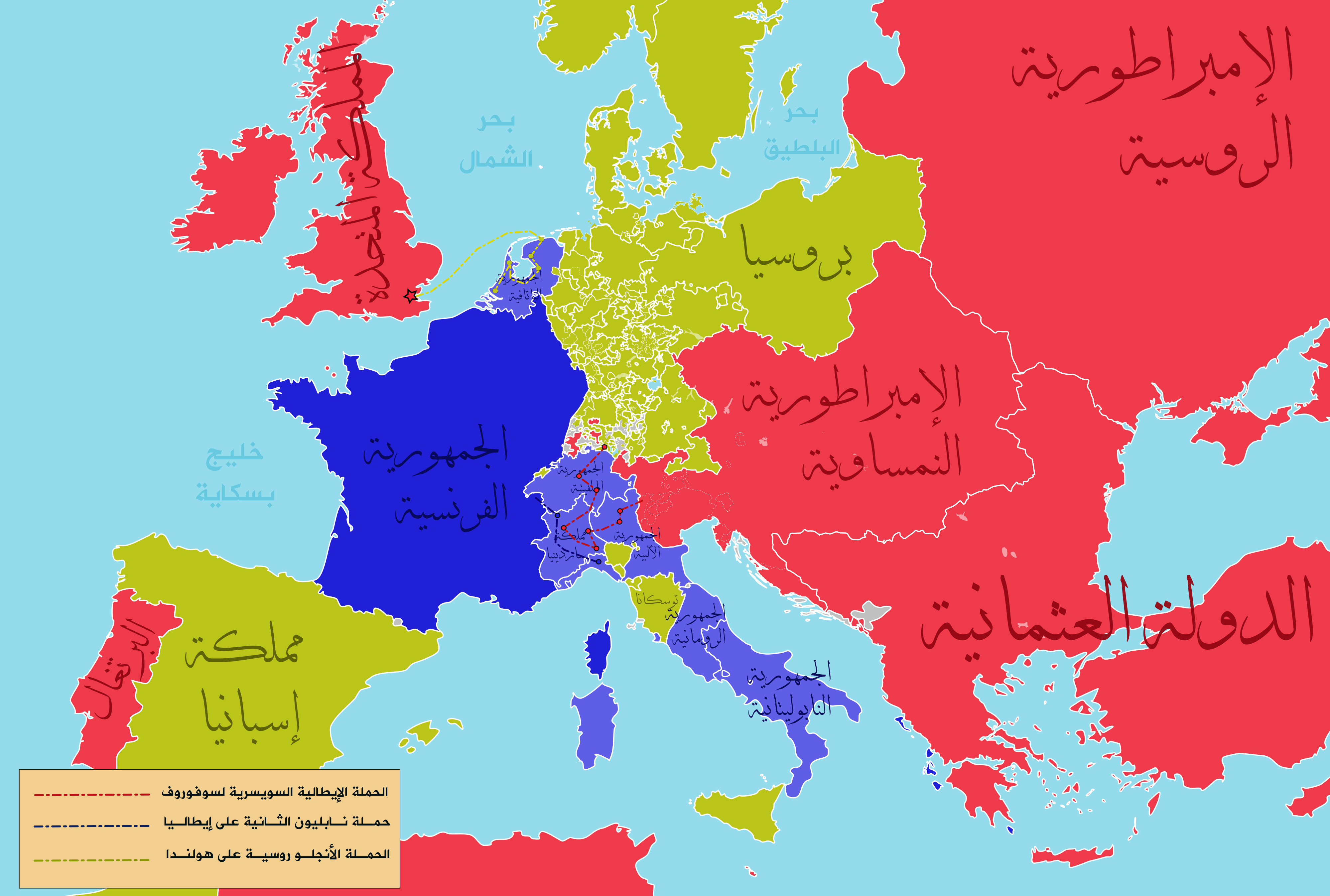
أدت توسعات فرنسا (بالأزرق الباهت) في إيطاليا وسويسرا وهولندا إلى اندلاع تكوين التحالف الثاني (باللون الأحمر) لمواجهة أطماعها التوسعية.

## الحرب
تتسم الأحداث التاريخية بالتعقيد الذي يدفعنا إلى تنظيمها بناء على مرجع ما. يرى بعض المؤلفون صعود نابليون إلى السلطة كقنصل أول هو هذا المرجع، وأن هذا الحدث يمثل الفاصل بين حروب الثورة الفرنسية والحروب النابليونية. لذلك، وطبقا لهذه المنهجية، نقسم حرب التحالف الثاني إلى فترتين: ما قبل نابليون وما بعده.

### ما قبل نابليون
أعدت قوى التحالف خطة محكمة ضد فرنسا، تمثلت في إطلاق هجمات على ثلاث جبهات: في هولندا يطرد جيش بريطاني روسي بقيادة دوق يورك الفرنسيين، وفي ألمانيا وسويسرا يجبر جيش نمساوي بقيادة الأرشيدوق كارل الفرنسيين على الانسحاب من الأراضي التي احتلوها، وفي إيطاليا يطرد الفرنسيين جيش روسي نمساوي بقيادة المرشال ألكسندر سوفوروف. تكونت المواجهة من 300000 جندي جهة التحالف (بالإضافة إلى 60000 من مملكة نابولي) ونحو 200000 في جانب فرنسا. بدأت الأعمال العسكرية في إيطاليا.

#### الحرب في إيطاليا

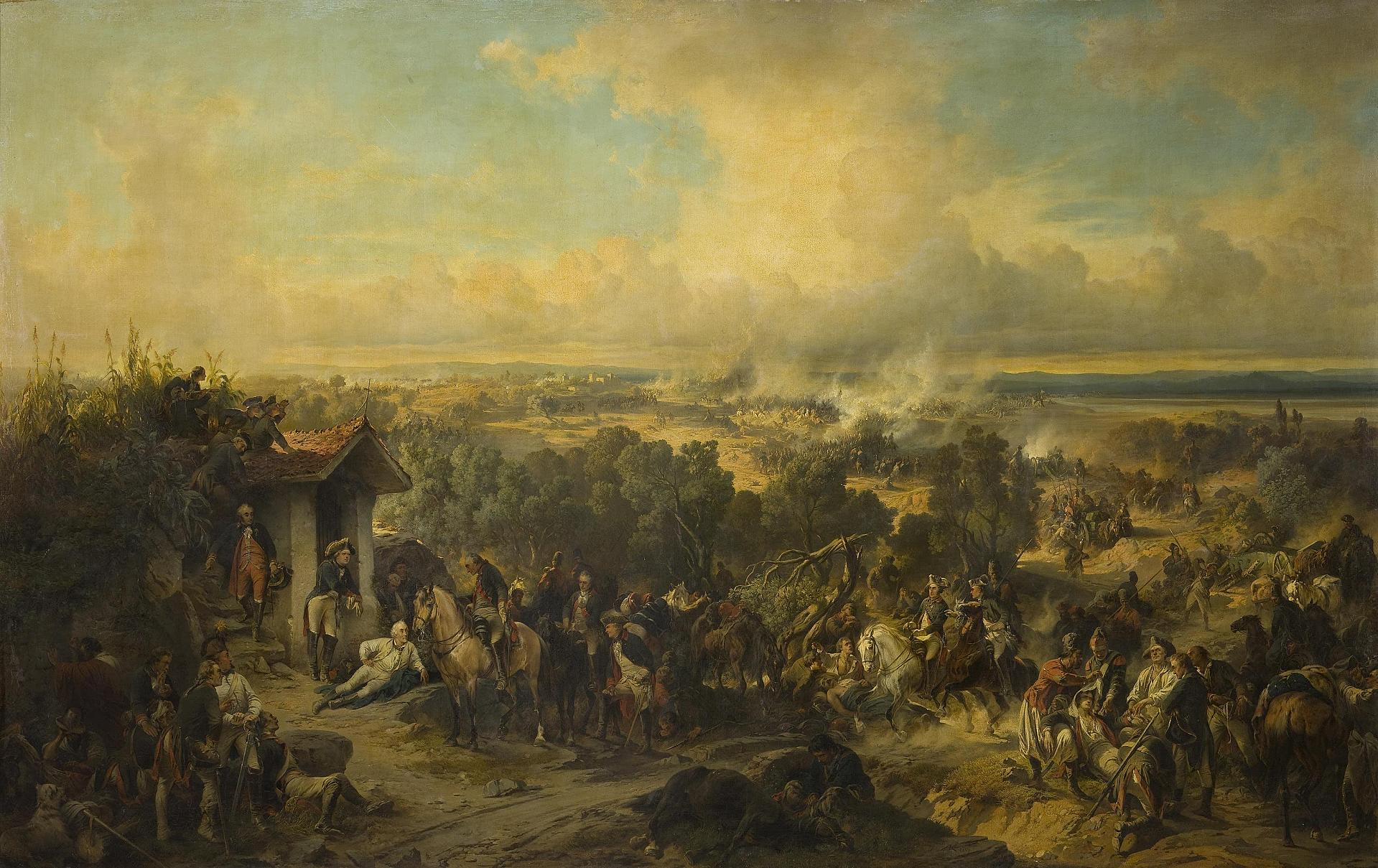
ألكسندر سوفوروف القائد العام للقوات الروسية النمساوية في معركة تربيا (1799) والتي انتهت بنصر ساحق للقوات الروسية النمساوية.

جنحت مملكة نابولي إلى السلام مع الجمهورية الفرنسية الأولى في خضم حرب التحالف الأول في العاشر من أكتوبر 1796. بيد أن فرنسا استمرت في التوسع في إيطاليا وتهديد استقلال الكيانات السياسية بها، فدخلت مملكة نابولي في تحالف مع النمسا في التاسع من مايو 1798. تأسست الجمهورية الرومانية في نفس العام في الثاني عشر من فبراير، وفي التاسع والعشرين من نوفمبر استولى جيش نابوليتاني بقيادة اللواء النمساوي كارل ماك فون لايبيريش على روما. كان رد الفعل الفرنسي فوريًا وفي غضون خمسة عشر يومًا كان الجيش النابوليتاني مطرودًا من الجمهورية الرومانية. كان تقييم اللواء كارل أن القوات النابوليتانية قد تكون الأسوأ في أوروبا سواء في الانضباط أو الخبرة العسكرية. انتشر الهلع في القوات النابوليتانية مع تقدم الفرنسيين وفي الحادي عشر من يناير 1799 هرب اللواء ماك إلى الخطوط الفرنسية. تقدم قائد القوات الفرنسية جان إتيان شامبنوا إلى نابولي واستولى على المدينة في الرابع والعشرين من يناير مؤسسًا الجمهورية النابوليتانية.
زحف اللواء الفرنسي بارثيليمي لوي شيرر في مارس 1799 على طول نهر آدجة وباغت القوات النمساوية تحت قيادة اللواء بال كراي. كانت غاية شيرر من الهجوم أن يلحق الهزيمة بالقوات النمساوية المتمركزة هنالك قبل وصول القوات الروسية النمساوية بقيادة اللواء ألكسندر سوفوروف. تقابل الجيشان في السادس والعشرين من مارس في قرية باسترينغو شمال إيطاليا على الضفة اليسرى لنهر آدجة، حيث انتهت المعركة بانتصار الفرنسيين. تقابل الفرنسيون والنمساويون في اليوم ذاته في فيرونا دون نتيجة حاسمة، وفي لينيانو حيث انتصر النمساويون. تقابل الجيشان مجددًا في مانيانو حيث هُزم شيرر وانسحب بقواته.
وصل اللواء سوفوروف شمال إيطاليا بعد انتصار اللواء كراي في مانيانو، وتولى قيادة قوات التحالف هناك التي بلغت نحو 90000 رجل وبدأ الهجوم على الفرنسيين من فوره. استسلمت الحامية الفرنسية في بريشيا في الحادي والعشرين من أبريل للقوات النمساوية الروسية، واحتدم القتال في اليوم التالي بين الروس والفرنسيين لينسحب الفرنسيين مجددًا. ترك سوفوروف 20000 مع كراي لحصار مانتوا وبيسكريا، وذهب لمهاجمة الفرنسيين في كاسانو. تجرعت القوات الفرنسية الهزيمة مجددًا في معركة كاسانو تحت قيادة اللواء جان فكتور ماري الذي حل محل شيرر. دخل سوفوروف ميلانو وأكمل طريقه إلى تورينو التي اتحلها في العشرين من يونيو، لكنه لم يلحق بالقوات الفرنسية المنسحبة. انتشرت قوات التحالف في شمال إيطاليا لحصار الحاميات الفرنسية المتبقية.
اتجه الجيش الفرنسي في جنوب إيطاليا –نحو 35000 جندي- بقيادة اللواء جاك مكدونالدز شمالا، في محاولة لمحاصرة جيش سوفوروف بعد أن ناور اللواء مورو من جنوة حول سوفوروف للفت انتباهه بعيدًا عن الإمدادات القادمة من الجنوب. جمع اللواء الروسي 25000 رجل وهاجم فجأة قوات مكدونالدز في معركة تريبيا بين 17 و20 يونيو والتي تكللت بنصر روسي نمساوي حاسم، وخسارة كبيرة للفرنسيين: 2000 قتيل و7500 جريح و7000 أسير وبعض المدفعية، بينما كانت خسائر التحالف قليلة بنحو 3559 إجمالا. هاجم سوفوروف بعدها جيش مورو فانسحب إلى ريفيرا الإيطالية (ساحل خليج جنوة) حيث كان خط الاتصالات الرئيسي مع فرنسا.
أحلت القيادة اللواء بارتيليمي جوبير بدلا من اللواء مورو، الذي شن هجومًا على سوفوروف بنحو 35000 رجل بينما كان جيش سوفوروف نحو 50000 في معركة نوفي في الخامس عشر من أغسطس. انتهت المعركة بمقتل جوبير وخسارة هائلة للفرنسيين (11000 فرنسي و8000 روسي ونمساوي). لم يتتبع جيش التحالف الفرنسيين لأن جيش الألب الفرنسي (نحو 30000) بقيادة اللواء جان إتيان شامبنوا دخل إيطاليا.
وصلت الأوامر إلى سوفوروف بالتوجه بعشرين ألف رجل إلى سويسرا وتسليم قيادة القوات في إيطاليا إلى اللواء النمساوي ميشيل فون ميلاس الذي قابل اللواء شامبنوا في معركة غينولا وهزمه في الرابع من نوفمبر. خسرت فرنسا قرب نهاية العام كل المكاسب التي كسبتها في حملة نابليون الأولى على إيطاليا، وكان السبب في كل ذلك اللواء سوفوروف.

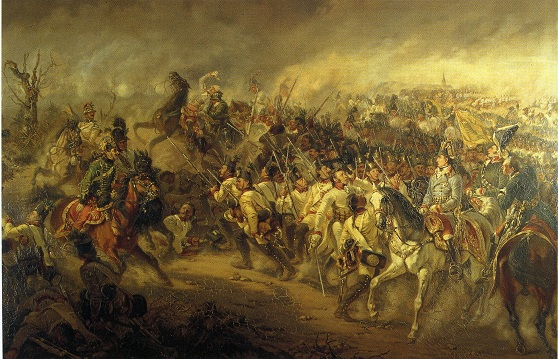
الأرشيدوق كارل يقود القوات النمساوية في معركة ستوكاش والتي انتهت بنصر نمساوي حاسم.

#### الحرب في ألمانيا
بدأ الفرنسيون هجومهم على ألمانيا في مارس 1799، إذ دخل جيش ماينز –أحد جيوس الثورة الفرنسية وقوامه نحو 40000- بقيادة اللواء جان بابتيست جوردان إلى ألمانيا بعبور نهر الراين عند كيل وهوننغن وتقدموا إلى الغابة السوداء. تقابل جيش ماينز مع القوات النمساوية بقيادة الأرشيدوق كارل بنحو 80000 جندي في 21 مارس في أوستراش (قرية في جنوب ألمانيا) وانتهت المعركة بهزيمة الفرنسيين. لم تمنع الهزيمة جوردان من إصدار أوامره بالاشتباك مع ميمنة الجيش النمساوي في معركة عُرفت باسم معركة ستوكاش في 25 مارس، والتي انتهت بنصر فرنسي لم يمنع النمساويين من هجوم مضاد ضد قلب الجيش الفرنسي. كانت خسائر الجيش النمساوي أكبر (6000) من الجيش الفرنسي (3600)، لكن الهجوم الفرنسي فقد زخمه، واضطر جوردان إلى الانسحاب عند غسق 26 مارس إلى الراين.
قدم جوردان استقالته عند اكتمال انسحابه وحل محله اللواء أندريه ماسينا. لم تقع أي اشتباكات عسكرية لباقي العام، فيما عدا تحرشات في جنوب غرب ألمانيا في مانهايم (18 سبتمبر وانتهت بنصر نمساوي) وفيليبسبورغ (16 نوفمبر وانتهت بنصر فرنسي) وفيسلوخ (3 ديسمبر وانتهت بنصر نمساوي). كان الطرفان مهتمان أكثر بمسرح العمليات في سويسرا والأراضي المنخفضة.

#### الحرب في هولندا

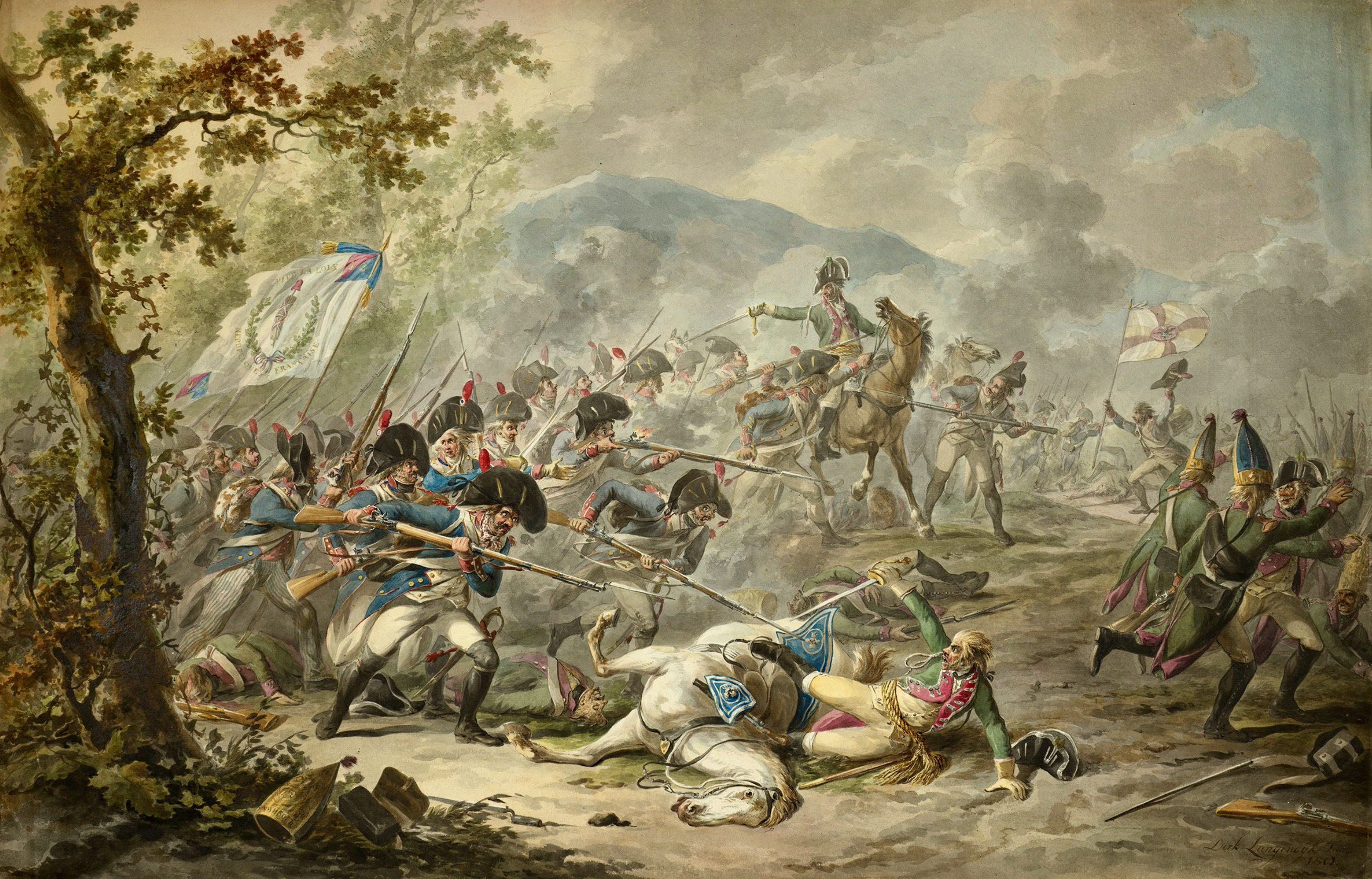
أكد الانتصار الفرنسي الباتافي في معركة بيرغن على فشل الحملة البريطانية الروسية على هولندا وإخفاق التحالف في طرد فرنسا من الأراضي المنخفضة.

نزلت قوات الحلفاء في الجمهورية الباتافية (هولندا) في 27 أغسطس 1799، ممثلة في 27000 من القوات البريطانية بقيادة دوق يورك. وقع أول اشتباك مع قوات الجمهورية الباتافية في يوم الإنزال في قرية غروت-كيتن شمال غرب هولندا نحو 9 كم جنوب بلدة دين هلدر. انتصر البريطانيون على الباتافيين واحتل اللواء السير جون مور دين هلدر في اليوم التالي واستولى على 97 ذخيرة مدفعية و13 سفينة والكثير من المؤن. استسلمت باقي السفن الباتافية دون قتال في 30 أغسطس والتي ضمتها بريطانيا ضمن البحرية الملكية.
قرر دوق يورك، مع وصول فرقتين روسيتين إليه ووصول قواته إلى 35000، البدء في الهجوم. اشتبكت القوات البريطانية الروسية مع القوات الفرنسية الباتافية ذات الأفضلية العددية، لكن البريطانيين حققوا النصر وتقدموا ليشتبكوا مجددًا في معركة بيرغن في 19 سبتمبر. أدى نقص التنسيق بين القوات البريطانية والروسية إلى هزيمة قوات التحالف وانسحابها. استكمل دوق يورك هجومه بعد أسبوعين فقط.
وقعت معركة إغموند زي في 2 أكتوبر 11 كم غرب ألكامار، وانتهت بانتصار قوات التحالف هذه المرة على القوات الفرنسية الباتافية، واستمر دوق يورك في التقدم جنوبًا، حتى قوبل بهجوم فرنسي في السادس من أكتوبر على ساحل بحر الشمال في معركة كاستريكوم وانتهت بانتصار فرنسي. أدرك دوق يورك أنه لا يملك قوات كافية لطرد الفرنسيين من هولندا فانسحب شمالا. وقع الطرفان في 18 أكتوبر على اتفاقية ألكامار بموافقة القادة العسكريين وموافقة قوات التحالف على مغادرة الجمهورية الباتافية. نُقلت القوات البريطانية الروسية في الأسابيع التالية إلى بريطانيا العظمى.

#### الحرب في سويسرا والألب

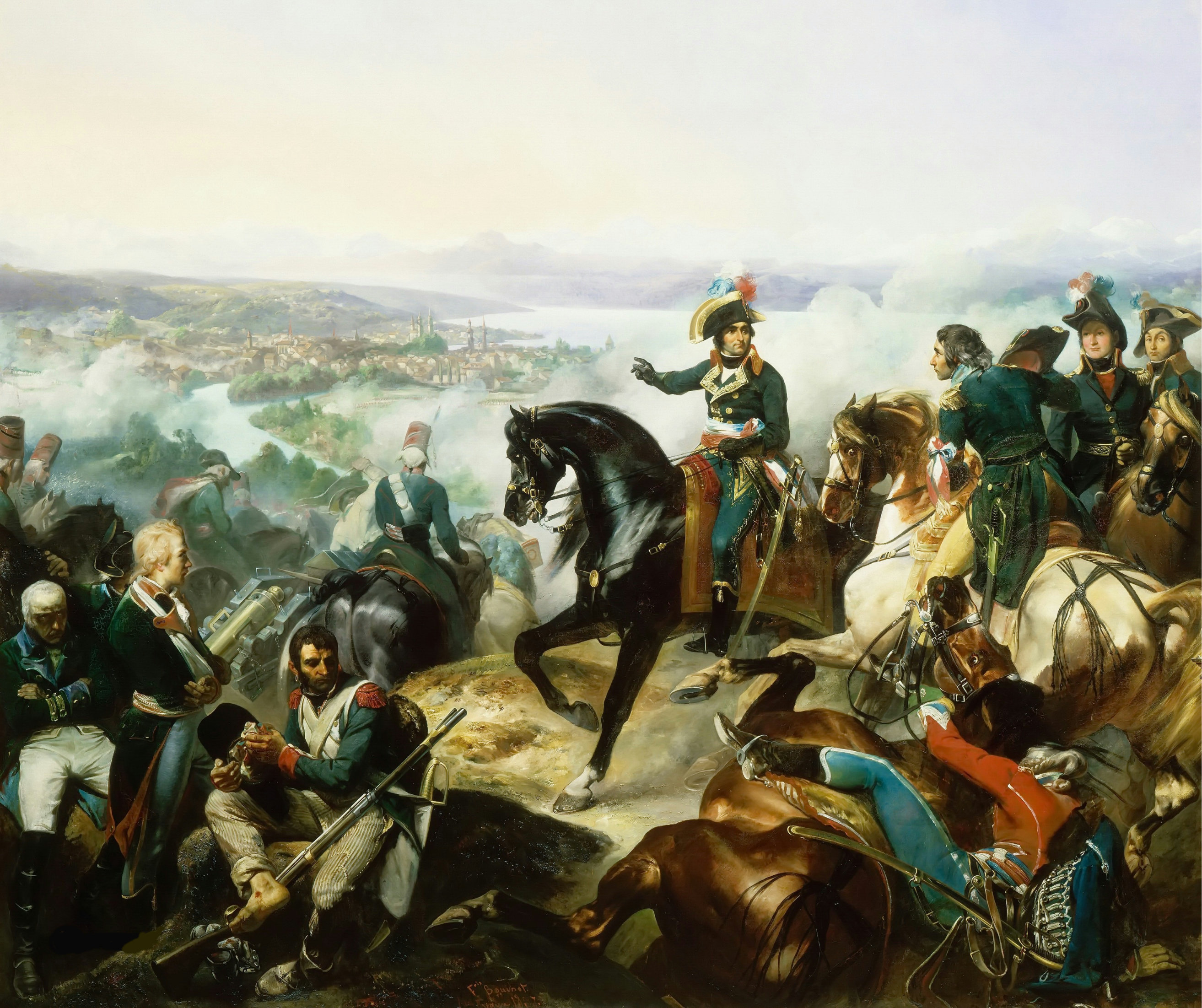
أدى انتصار اللواء ماسينا على القوات الروسية النمساوية في معركة زيورخ الثانية إلى انسحاب روسيا من التحالف الثاني.

كان قوام جيش ماسينا في وسط سويسرا نحو 30000 عُرفوا باسم الجيش الهلفيتي. كانت مهمة ماسينا أن يتقدم عبر جبال فورارلبيرغ وغريسونز للتغطية على ميمنة جيش جوردان في ألمانيا. ألحق ماسينا الهزيمة بالنمساويين في ماينفيلد، واستولى في اليوم التالي على قوام القوات النمساوية في شور في منطقة غريسونز. تكرر القتال مجددًا بأماكن عدة، مع تكرار الانتصار الفرنسي في كل مرة تقريبًا. عندها أرسل ماسينا ثلث قواته بقيادة اللواء كلود ليكورب إلى وادي نهر إن في تيرول ليجتمع مع القوات الفرنسية من إيطاليا.
عانى الجيش الفرنسي من عدة هزائم في ألمانيا وإيطاليا وأجبر على الانسحاب، ما كشف أجنحة جيش ماسينا. هاجمت القوات النمساوية قوات اللواء ليكورب في واد نهر إن وأجبرته على الانسحاب من الراين الأعلى. تولى ماسينا قيادة جيشه وجيش جوردان ليصبح مسؤولا عن حماية جبهة الراين جنوب ماينز وسويسرا. انسحب ماسينا بجيشه الذي بلغ 45000 إلى زيورخ، ولحق به الأرشيدوق كارل واللواء فريدريك فون هوتزه بنحو 80000 رجل.
حفرت قوات ماسينا الخنادق وتمترست وهاجم النمساويون في الرابع من يونيو في معركة زيورخ الأولى التي انتهت بنصر نمساوي رغم الخسائر الضخمة، وانسحب الفرنسيون غربًا. نفذ الفرنسيون هجومًا على زيورخ في الرابع عشر من أغسطس لكنه باء بالفشل. قرر التحالف في هذه الأثناء إعادة توزيع قواته، فاتجه الأرشيدوق كارل شمالا لينضم إلى دوق يورك وجيشه الأنجلو روسي الذي كان يحاول طرد الفرنسيين من هولندا، وبقي نحو 40000 من الجيش الروسي بقيادة اللواء ألكسندر ميخايلوفيتش كورسكاكوف. وصلت الأوامر إلى سوفوروف بالتوجه بقواته إلى سويسرا لتعويض قوات الأرشيدوق كارل.
توقع ماسينا خطط التحالف فوجه ليكورب بقوات بلغت 12000 بالبقاء لحماية ممر غوتهارد في الألب، وهاجم القوات الروسية في زيورخ في معركة زيورخ الثانية التي انتهت بنصر فرنسي. انتظر كورساكوف وصول قوات سوفوروف الذي وجد ممر غوتهارد مغلقا في وجهه بقوات ليكورب فهاجمها ليتمكن من المرور. نجح سوفوروف في ذلك ولكن بثمن باهظ. وصلت الأخبار إلى سوفوروف بهزيمة كورساكوف فتوجه بقواته إلى لانز وهي مدينة سويسرية صغيرة على الراين. أعفى القيصر بافل الأول سوفوروف من مهامه. قرر الأرشيدوق كارل البقاء في ألمانيا عند علمه بنتيجة معركة زيورخ الثانية وبهزيمة جيش دوق يورك.
انتهى عام 1799 نهاية سيئة للطرفين، فكان على الفرنسيين القتال تجنبًا لخسارتهم مكاسبهم السابقة بعد أن أجبروا على مغادرة إيطاليا، أما الحلفاء فقد فشلوا في تحقيق أهدافهم وقررت روسيا الانسحاب من التحالف الثاني كلية بعد الخسائر التي تكبدتها وبعد احتلال بريطانيا لمالطا. أدرك نابليون في مصر أنه لن يتمكن من تحقيق مشروعه بطرد البريطانيين من الهند فعاد إلى فرنسا.

### فترة نابليون

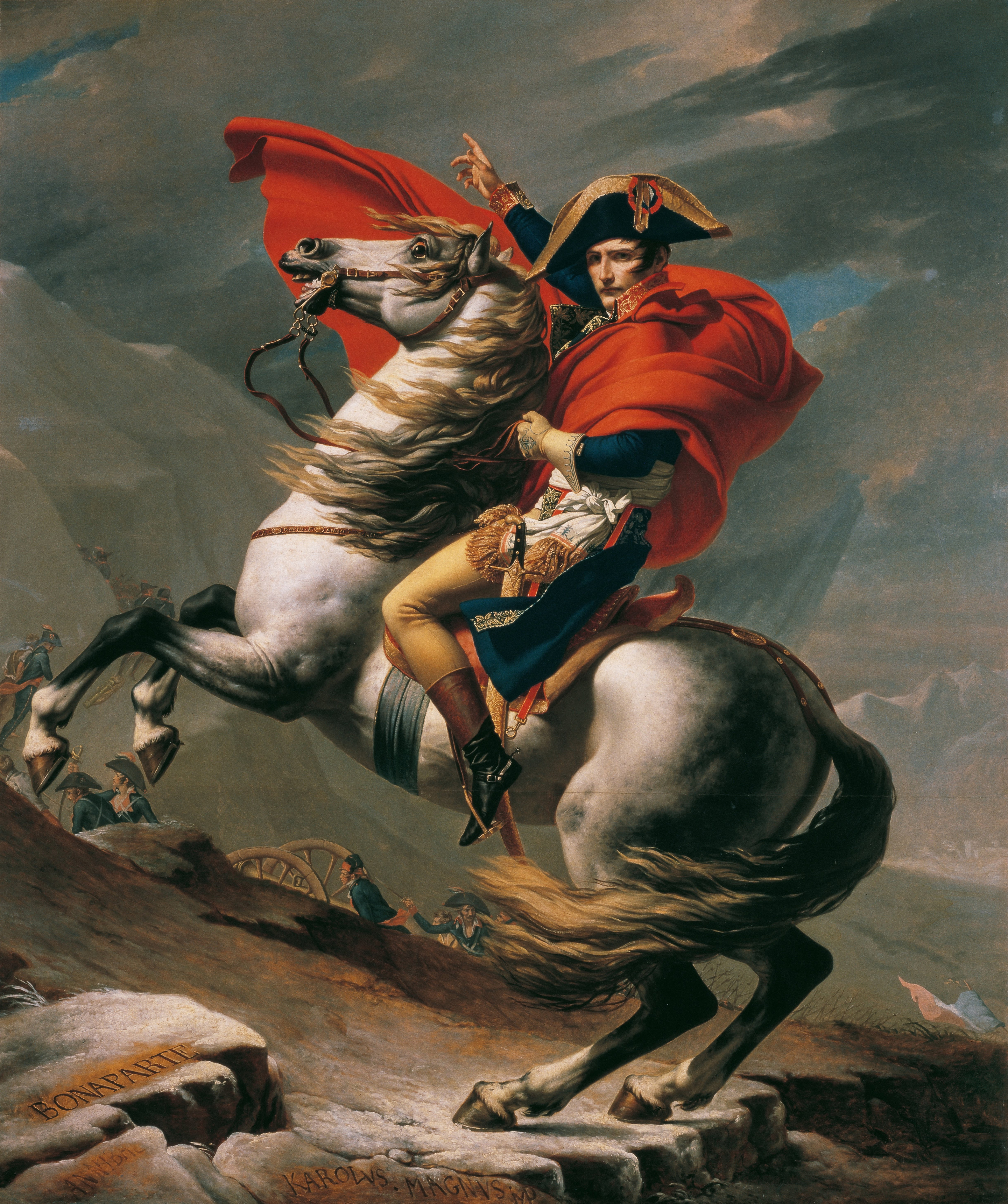
نابليون يعبر جبال الألب، بريشة "جاك لويس دايڤيد".

وصل نابليون إلى فرنسا في التاسع من أكتوبر 1799 ودخل باريس في السادس عشر من الشهر ذاته، وأقام فيها حتى السادس من مايو 1800 حين زحف على إيطاليا. تغيرت عدة أمور في فرنسا بين أكتوبر ومايو، إذ ضعفت السلطة وسقطت بانقلاب 18 برومير لتقع السلطة في أيدي ثلاثة قناصلة: القنصل الأول نابليون بونابرت، وروجر دوكو وإيمانويل جوزيف سييه. لم تقع أعمال قتال كبرى ولم تتغير الأمور منذ 1799 رغم استمرار الحرب، فيما عدا بعض الاشتباكات في جنوب إيطاليا ومصر وأيرلندا التي أنزل الفرنسيون قوات فيها قبل أن تقع في الأسر. كانت فرنسا في حالة شبه حرب في البحر مع الولايات المتحدة. عرض نابليون السلام على أعدائه لكن البادرة قوبلت بالرفض لأن فرنسا -رغم خسارتها مكاسبها السابقة في شمال إيطاليا- استمرت في احتلال المزيد من الأراضي.
استمرت أعمال القتال في أبريل 1800، إذ سعى النمساويون إلى طرد الفرنسيين من باقي إيطاليا، فصدر الأمر إلى اللواء بال كراي فون كارايوفا بالدفاع عن ألمانيا بجيش بلغ 120000 رجل، لتوقع النمساويين هجومًا فرنسيًا هناك بقيادة اللواء جان فكتور مورو بجيشه الذي بلغ نحو 100000 قرب نهر الراين في سويسرا وفي ألزاس. تقدم جيش نمساوي آخر قوامه نحو 100000 بقيادة اللواء ميكائيل فون ميلاس بمهمة هزيمة 40000 رجل بقيادة ماسينا عند ساحل ريفيرا في إيطاليا. فكر نابليون في حلين لهذا المأزق: الأول أن يضم قوات الاحتياط مع قوات مورو ويهاجم ألمانيا عبر سويسرا بغية قطع خطوط اتصال كراي مع فيينا، أو الثاني بأن يغزو إيطاليامن سويسرا ليهزم جيش ميلاس الذي سيصبح محاطًا بجيش نابليون من جهة وجيش ماسينا من جهة أخرى. وقع اختيار نابليون على الخيار الثاني.
وقع النصف الثاني من الحرب إذن على جبهتين: ألمانيا وإيطاليا. كان نابليون الشخصية الأبرز في إيطاليا بحملته الثانية على إيطاليا. في نهاية النصف الثاني من الحرب أيضًا وقع غزو البرتغال الذي عُرف باسم حرب البرتقال.

#### الحرب في إيطاليا

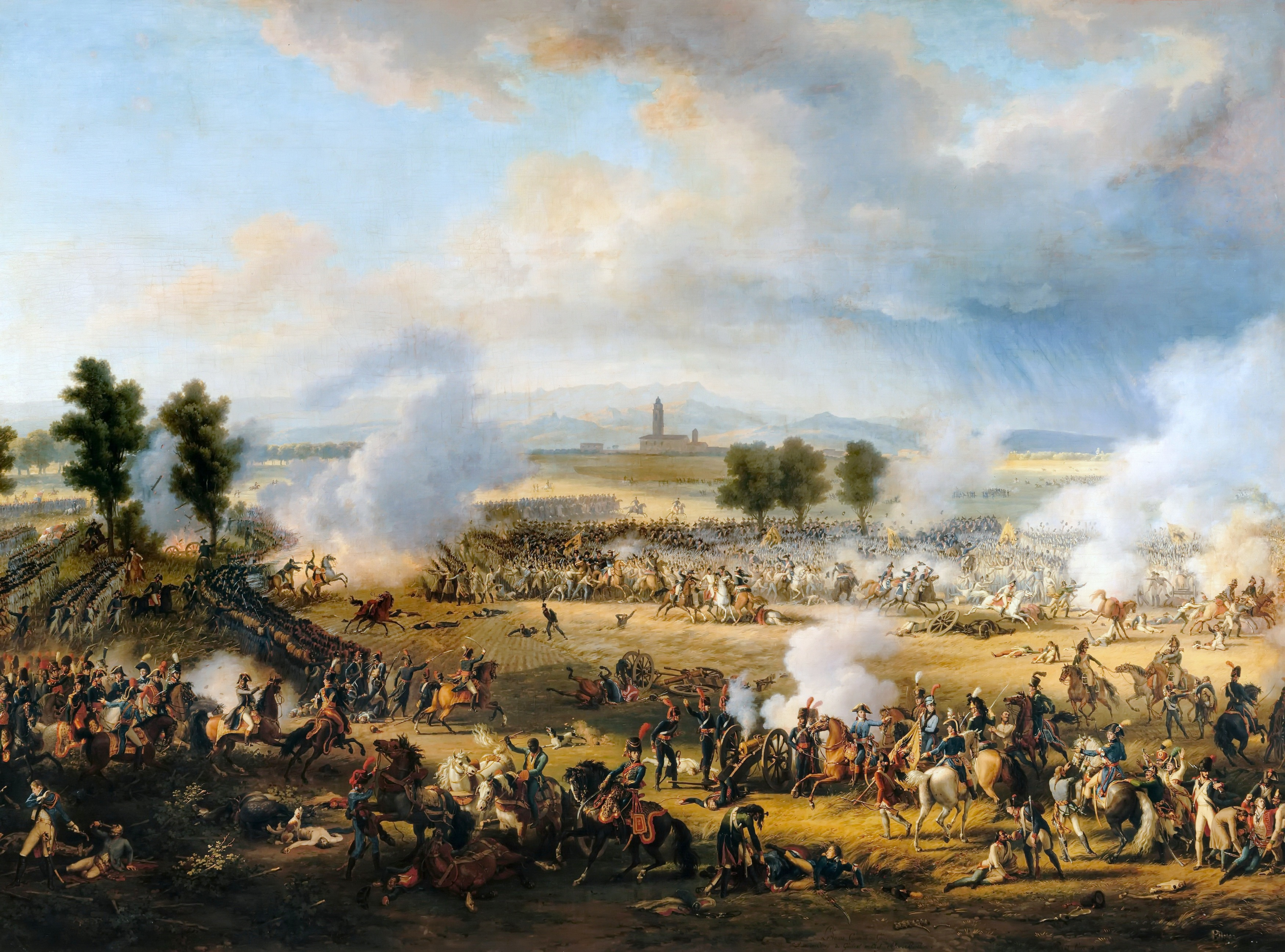
كانت معركة مارنجو أكثر معارك الحرب دموية، والتي انتهت بنصر فرنسي حاسم أعاد إيطاليا إلى فرنسا وألغى كل ما حققه سوفوروف.

تلقى الفرنسيون في إيطاليا عدة هزائم متتالية على أيدي النمساويين منذ السادس من أبريل 1800 الذين أطلقوا هجومًا بهدف استرداد ريفيرا الإيطالية. أجبر ماسينا على الانسحاب إلى مربع جنوة بنحو 12000 رجل حيث أحاطت به قوات اللواء النمساوي كارل أوت، بينما انطلق اللواء ميلاس خلف القوات الفرنسية المتبقية بقيادة اللواء لوي غابريل سوشيه حتى نيس ووادي نهر فار. وجه نابليون مورو بإرسال جزء من قواته إلى مسرح العمليات الإيطالي.
تقدم نابليون بجيش الاحتياط بين 14 و24 مايو ليعبر ممر سانت برنارد إلى سهل لومبارديا ويستولي على ميلانو. غادر ميلاس نيس واتجه شمالا بمجرد معرفته استيلاء نابليون على ميلانو. استسلمت الحامية الفرنسية في جنوة في الرابع من يونيو، واتجه المتبقون (نحو 7000 رجل) مع ماسينا إلى فرنسا. وصل ميلاس إلى تورينو ليعلم بقطع نابليون خطوط اتصاله مع فيينا وأنه متجه نحوه، فركز قواته في ألساندريا وخطط لمهاجمة الجيش الفرنسي واسترداد خطوط الاتصال مع النمسا.
وقعت معارك متفرقة بين القوات الفرنسية والنمساوية، انتهى أغلبها بغلبة الفرنسيين، وانسحب النمساويون نحو ألساندريا. ظن نابليون أن ميلاس لا يزال في تورينو ليتجنب ملاقاة الجيش الفرنسي، فتقدم نابليون بجيشه عبر نهر بو نحو ألساندريا. وجد نابليون نفسه في الرابع عشر من يونيو في مواجهة قوات كبيرة تفوق قواته في مارنجو 4 كم شرق ألساندريا. كانت معركة مارنجو أكثر معارك الحرب دموية. بدأت المعركة بغلبة نمساوية، لكن الفرنسيين تمكنوا من تجميع قواتهم وتحويل الهزيمة إلى نصر. لم يمثل النمساويون بعد مارنجو أي مقاومة للتقدم الفرنسي، وسعى ميلاس للاستسلام. دمر النصر لفرنسي رغبة النمساويين في استكمال الحرب ومنح نابليون الثقل السياسي الذي احتاجه عند عودته إلى باريس ليؤكد جدارته بأن يكون قائد الأمة الفرنسية.

#### الحرب في ألمانيا

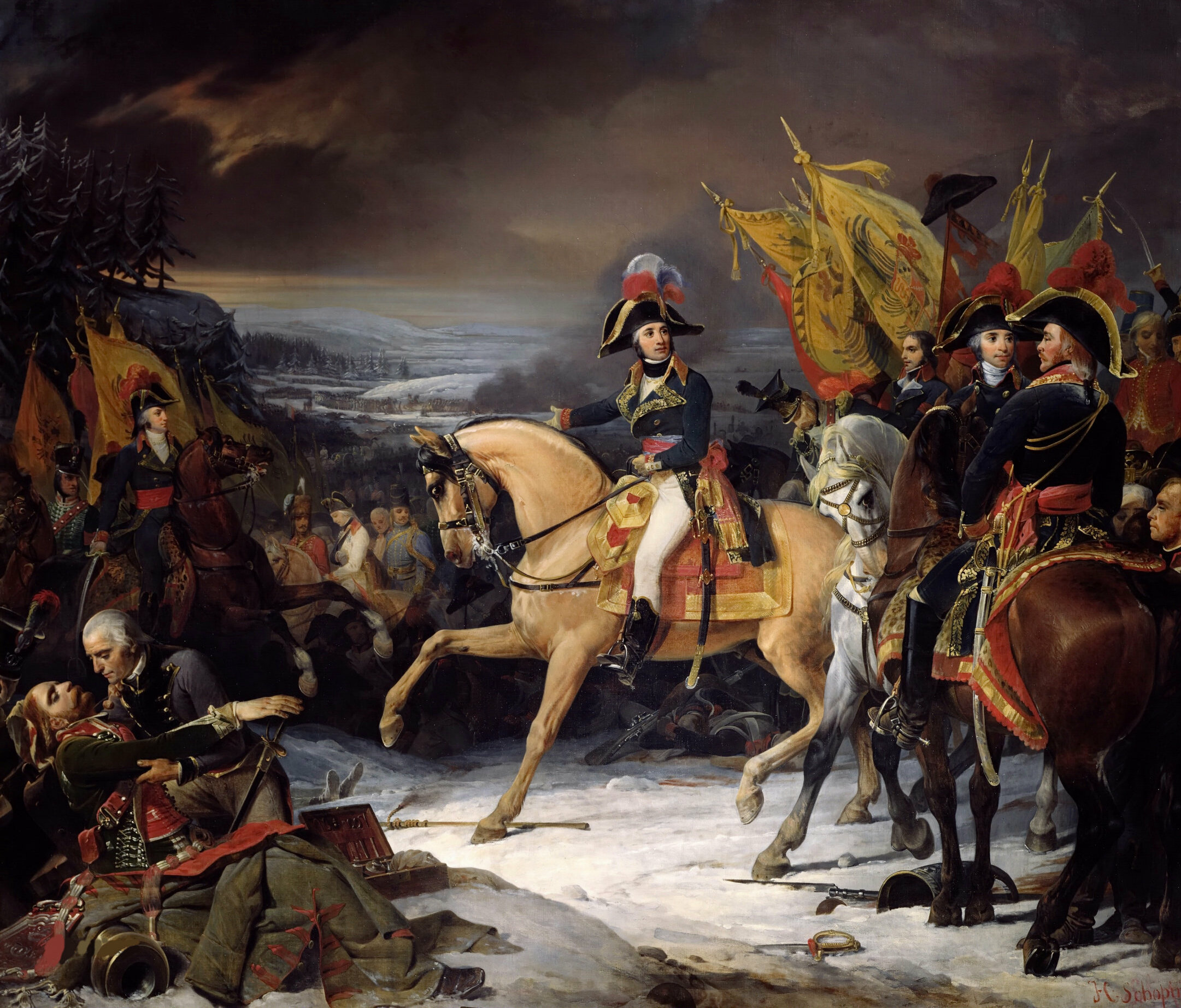
حقق مورو نصرًا حاسمًا في معركة هوهينليندن على قوات إمبراطورية النمسا التي جنحت للسلم بعدها ووقعت معاهدة لونيفيل.

تقدم جيش الراين بقيادة اللواء مورو في مايو 1800 إلى داخل ألمانيا وهزم النمساويين في بوسينغن وهوهنتفيل (1 مايو)، وإنغن وستوكاش (3 مايو)، وموسكيرش (5 مايو)، وبيبيراش (9 مايو)، وأولم (16 مايو)، وقرب نهر إلر (5 يونيو)، وهوخستشتات (19 يونيو)، ونويبيرغ (27 يونيو). كانت ميونخ هدف مورو عندما بلغه نبأ النصر الفرنسي في مارينغو. ظلت الأمور هادئة دون قتال حتى نوفمبر وحل الأرشيدوق يوحنا محل اللواء كراي. استمر القتال في ديسمبر بنصر نمساوي في أمفنغ (1 ديسمبر) تبعه نصر فرنسي مهم بعد يومين في معركة هوهينلندن. غزا جيش فرنسي تيرول في هذه الأثناء من سويسرا وتقدم جيش الاحتياط الفرنسي من إيطاليا بقيادة اللواء غويلوم برون إلى جبال الألب الجوليانية.
استمر القتال بعد معركة هوهينلندن في روزنهايم (9 ديسمبر)، وزالسبورغ (14 ديسمبر)، ونويماركت (16 ديسمبر)، وفرانكنماركت (17 ديسمبر)، وشفاننشتات وفوكلابروك (18 ديسمبر)، ولامباخ (19 ديسمبر)، وكريمسمونستر (20 ديسمبر). انتصر الفرنسيون في كل المعارك ما عدا زالسبورغ. وافق النمساويون على بنود السلام في 25 ديسمبر، ووُقعت معاهدة لونيفيل في التاسع من فبراير 1801، والتي أكدت بنود معاهدة كامبو فورميو. انسحبت النمسا إذن من التحالف لتبقى بريطانيا العظمى القوة الكبرى الوحيدة في وجه فرنسا.

#### الحرب في البرتغال
غزت القوات الإسبانية البرتغال في 20 مايو 1801. كانت فرنسا قد وقعت معاهدة سلام مع النمسا ولكن بقيت بريطانيا العظمى. وقعت أحداث حرب البرتقال في هذه الأثناء. أرسلت فرنسا قوات لمساعدة إسبانيا في غزوها، ولم تطل الحرب إذ لم يكن البرتغاليون في موقف يسمح لهم بالدفاع عن أنفسهم إن لم ترسل بريطانيا قواتها. احتلت القوات الإسبانية الحصون البرتغالية واحدًا تلو الآخر دون مقاومة تذكر. وقعت البرتغال معاهدة بطليوس مع فرنسا وإسبانيا تجنبًا لإطالة أمد الحرب لتخسر ضمن بنودها أولايفينزا. رفض نابليون بنود المعاهدة ولم يتحقق السلام حتى توقيع معاهدة مدريد.

## نهاية التحالف الثاني
اقترح وليام بت عدم طلب السلام مع فرنسا بصورة منفردة، إذ كان ذلك ما سهل على فرنسا الانتصار في حرب التحالف الأول، لكن أطراف التحالف لم يوقعوا أي ما يلزمهم بذلك. لقد أدى فشل الحملة على هولندا والهزائم المتلاحقة في سويسرا إلى انسحاب القيصر بافل الأول إمبراطور روسيا من التحالف في 22 أكتوبر 1799. وصل نابليون في 16 أكتوبر من مصر إلى باريس ليصبح القنصل الأول بعد أقل من شهر في العاشر من نوفمبر. لقد راوغ نابليون ليسبب انشقاقات أكبر بين أعدائه. فقد كان لدى فرنسا 7000 أسير روسي، أرسلهم نابليون إلى روسيا بعدتهم وعتادهم بعد انسحاب روسيا من التحالف ودون طلب أي تعويضات. كذلك عرض نابليون أن تكون جزيرة مالطا تحت الحماية الروسية. كان البريطانيون قد وعدوا بتسليم الجزيرة إلى الروس بعد تعيين بافل الأول السيد الأكبر لفرسان مالطا. احتفظ البريطانيون بالجزيرة بعد انسحاب روسيا من التحالف. رد الروس بتكوين تحالف الشمال لمواجهة قوة بريطانيا البحرية. اغتيل بافل الأول في 11 مارس 1801 وخلفه ألكسندر الأول. دمر ذلك مخططات نابليون في التفريق بين روسيا وبريطانيا لاختلاف سياسات القيصر الجديد.
أصبح النمساويون أكثر اعتمادا على الدعم البريطاني بعد انسحاب روسيا من التحالف. استقبلت النمسا في يونيو 1800 2 مليون جنيهًا استرلينيًا في مقابل ألا توقع النمسا سلامًا منفردًا مع فرنسا. بيد أن انتصار نابليون في معركة مارنجو (14 يونيو 1800) دفع النمسا إلى طلب هدنة بين فرنسا والنمسا، وبعد هزيمة النمسا في معركة هوهينلندن (3 ديسمبر) جنحت النمسا إلى السلام. استمرت الحرب بين فرنسا وبريطانيا فقط. أضعفت المعاهدة قوة النمسا فلجأت عدة دول ألمانية إلى فرنسا. كانت الإمبراطورية الرومانية المقدسة تقترب من نهايتها.
وقعت فرنسا وبريطانيا في 1 أكتوبر 1801 اتفاقا مبدئيا ينهي الأعمال العدائية بين القوتين. تحقق السلام في 27 مار 1802 بتوقيع معاهدة أميان.

### معلومات المراجع
- Geoffrey Bruun (1965). War and Peace in an Age of Upheaval, 1793-1830 (بالإنجليزية). Cambridge University Press. ISBN:978-0-52104-547-6. OL:7715633M. QID:Q124692659.
- Lucien Febvre; Pierre Abraham (1966), Encyclopédie Française (بالإنجليزية), Encyclopædia Britannica Inc., ASIN:B0000BHQS7, QID:Q124980453
- R. Ernest Dupuy (1976). The Encyclopedia of Military History (بالإنجليزية). Harper. ISBN:978-0-00470-143-1. OL:22316820M. QID:Q124692573.
- Colin Jones (1988). The Longman Companion to the French Revolution (بالإنجليزية). Longman. ISBN:978-0-58249-417-6. OL:20018902M. QID:Q124692576.
- John Robert Elting (1988). Swords Around a Throne, Napoleon's Grende Armée (بالإنجليزية). Free Press. ISBN:978-0-78674-831-0. OL:36778167M. QID:Q124692567.
- Philip Haythornthwaite (1990). The Napoleonic Source Book (بالإنجليزية). Arms and Armour Press. ISBN:978-1-85409-287-8. OL:8982532M. QID:Q124980407.
- John Robert Elting (1988). Swords Around a Throne, Napoleon's Grende Armée (بالإنجليزية). Free Press. ISBN:978-0-78674-831-0. OL:36778167M. QID:Q124692567.
- Jack W. Thacker (Jun 1994). "Dictionary of the Napoleonic Wars". History: Reviews of New Books (بالإنجليزية). 22 (4): 174–174. DOI:10.1080/03612759.1994.9949081. ISSN:0361-2759. QID:Q58536065.
- Digby Smith (1998). The Greenhill Napoleonic Wars Data Book (بالإنجليزية). Greenhill Books. ISBN:978-1-85367-276-7. OL:22444690M. QID:Q124692558.
- António Pedro Vicente (2001), Napoleão e a Primeira Invasão de Portugal (1801). Os planos do Godoy (بالبرتغالية), QID:Q124692683
- António Ventura (2001). Portugal e a Espanha em vésperas da Guerra das Laranjas. As questões Militares (بالبرتغالية). ISBN:978-989-628-075-8. OL:23965966M. QID:Q124692679.
- Gregory Fremont-Barnes. The French Revolutionary Wars (بالإنجليزية). Osprey Publishing. ISBN:978-1-84176-283-8. OL:8922251M. QID:Q124980613.
- Theodore Ayrault Dodge (2011). Warfare in the Age of Napoleon (بالإنجليزية). United Kingdom. ISBN:978-0-85706-597-1. OL:30696069M. QID:Q124980589.